# James Justice
James Justice (1698 – 1763) fue un horticultor y jardinero escocés. Sus trabajos de jardinería, como el del escocés Gardiner, fueron distribuidos en gran parte de Gran Bretaña e Irlanda.
Según los informes, tenía una pasión por los experimentos botánicos, que perseguía a costa de sus finanzas y de la familia. Su divorcio y la expulsión de la Fraternidad en la Royal Society fueron atribuidos a los gastos que supusieron los invernaderos y mezclas de suelo. Es sin embargo una figura que se señala en la jardinería escocesa con la pretensión de ser el padre de ella.
Tuvo un hijo de su segundo matrimonio.

## Honores

### Eponimia
- (Acanthaceae) Justicia L., 1753[4][5]